# チャーチ・オブ・ゴッド
チャーチ・オブ・ゴッドは、日本のプロテスタントきよめ派の宗教団体。日本福音同盟に加盟している。ペンテコステ派の日本チャーチオブゴッド教団とは無関係。

## 沿革
- 1951年 軍人レイモンド・シェルホンが川崎市民米語学校で英会話を教えるかたわら聖書研究会を持ち、現教団の基礎を築いた。正式名は宗教法人チャーチ・オブ・ゴッド。
- 1951年8月26日（日）に米語学校の一室でチャーチ・オブ・ゴッドの最初の礼拝が行われた。
- 1952年11月6日 川崎市で教会を開始
- 1962年 チャーチ・オブ・ゴッド教団設立。神奈川県、東北、石川県、愛知県、三重県にまで広がっている。
- 1966年 シェルホンを院長として、川崎聖書学院が信徒伝道者の養成を目的として設立された。
- 現在は、メキシコのグアダラハラとアメリカのシアトルに宣教師を派遣している。

## 特色
- ウェスレアン・アルミニウスの神学的立場である。
- 「福音の宣教」「聖潔の生涯」「教会の形成」を三大理念に掲げる。